# تبصره۲۲ (مینی‌سریال)
تبصره-۲۲ (به انگلیسی: Catch-22) یک مینی‌سریال سبک طنز تلخ است که بر اساس رمانی با همین نام اثر جوزف هلر ساخته‌شده. نخستین بار در ۱۷ مه ۲۰۱۹ از هولو در ایالات متحده پخش شد. کریستوفر ابوت، کایل چندلر، هیو لوری و جرج کلونی در این مینی سریال ایفای نقش می‌کنند. جرج کلونی در کنار گرانت هسلو، لوک دیویس، دیوید می‌شد، ریچارد برون، دیوید می‌شد و الن کوراس از تهیه‌کنندگان این سریال است. این مینی‌سریال توسط دیویس و می‌شد نوشته‌شده و توسط کلونی، هسلو و کوراس کارگردانی می‌شود.

## بازیگران و شخصیت‌ها

### بازیگران
- کریستوفر ابوت در نقش جان یوساریان
- کایل چندلر در نقش سرهنگ کاتکار
- دانیل دیوید استوارت در نقش مایلو مایندربیندر
- رافی گراورن در نقش آرفی آردارک
- گراهام پاتریک مارتین در نقش اور
- لوئیس پولمن در نقش میجر میجر میجر میجر
- آستین استول در نقش نیتلی
- پیکو الکساندر در نقش کلوینگر
- جان رودنتسکی در نقش مکوات
- گران هوول در نقش کید سمپسون
- هیو لوری در نقش میجر دی کاورلی
- جانکارلو جانینی در نقش مارسلو
- جرج کلونی در نقش ستوان (بعدها سرهنگ و در نهایت ژنرال) شایسکوف

### دیگر بازیگران
- گرانت هسول در نقش دکتر دانیکا
- کوین جی اوکانر در نقش سرهنگ دوم کورن
- جولی آن امری در نقش ماریون شایسکوف
- تسا فرر در نقش پرستار داکت
- جی پاولسون در نقش کشیش
- هریسون اورتفیلد به عنوان اسنودن

## پخش

### نخستین پخش
مجموعه تصاویری از این مینی‌سریال در ۱۹ دسامبر ۲۰۱۸ منتشر شد. در ۱۱ فوریه ۲۰۱۹ اولین تیزر برای آن منتشر شد. این مینی‌سریال برای نخستین بار در تاریخ ۱۷ مه ۲۰۱۹ در ایالات متحده پخش شد.

### دیگر کشورها
در انگلستان این مینی‌سریال در کانال ۴ پخش شد. در فرانسه از کانال + پخش شد. در استرالیا توسط استن پخش شد. در کانادا نیز از سیتی‌تیوی پخش شد.